# The American Way of Life
The American Way of Life és una sèrie de fotomuntatges realitzada per Josep Renau entre 1947 i 1976. S'hi critica el mode de vida americà a partir de fotomuntatges amb imatges extretes de publicacions dels Estats Units, com Life, Fortune, Look o The New York Times. Es contrastava l'ideal de llibertat dels EUA amb fets diversos com el Ku Klux Klan o diverses intervencions militars americanes.
Es tractava del treball més personal de l'artista, que el comença a fer durant la seua etapa a Mèxic. Cansat de fer treballs publicitaris, un dels motius de Renau per a instal·lar-se a la República Democràtica Alemanya fou la promesa del govern comunista d'editar la sèrie de fotomuntatges.